# Reaktionær
At være reaktionær er at være modstander af progressivismen, samt de sociale og politiske forandringer, som blev slået til lyd for under Oplysningstiden. Oprindeligt var en reaktionær en modstander af den Franske Revolution, samt principperne bag og de efterfølgende blodsudgydelser. Derfor er kontrarevolutionær historisk et andet begreb for reaktionær. Senere er udtrykket dog blevet brugt mere bredt.
Begrebene "reaktionær" og "konservativ" har overlappende betydning og forveksles undertiden. 
| Samfund | Spire Denne samfundsartikel er en spire som bør udbygges. Du er velkommen til at hjælpe Wikipedia ved at udvide den. |